# Johann Wilhelm Oelsner

Wilhelm Oelsner

Johann Wilhelm Oelsner (* 6. Juli 1766 in Goldberg; † 18. November 1848) war Königlich Geheimer Kommerzien- und Konferenzrat, Ritter des roten Adlerordens, Industrieller, Pädagoge und Philologe. Sein Bruder war der deutsche Publizist Konrad Engelbert Oelsner.
Johann Wilhelm Oelsner war Gründer eines der ersten Privaterziehungsinstitute in Breslau (1794), Professor am Breslauer Elisabethan und langjähriger Ehrenmeister der Loge Friedrich zum goldenen Zepter im Oriente zu Breslau.
1809 erbte er von seinem wohlhabenden Onkel eine Tuchhandlung und errichtete 1818 mit drei weiteren Großkaufleuten eine Wollgarnfabrik im 1810 säkularisierten Kloster Trebnitz, die er 1823 auf eigene Rechnung übernahm und später zu einer Fabrik für feine und Mitteltuche erweiterte.
Oelsner fühlte sich zeitlebens als Philologe und besaß eine umfangreiche Bibliothek, die 1836 18.000 Bände umfasste.